# Wipeout Pulse
Wipeout Pulse este un joc video de curse lansat pentru PlayStation Portable (PSP), fiind succesorul jocului Wipeout Pure. Jocul a fost lansat oficial în Europa pe data de 14 decembrie 2007.
Acțiunea este plasată în viitor, mai exact în anul 2207. Jucătorii iau parte la Liga de Curse Anti-gravitație FX400, având posibilitatea de a participa la mai multe tipuri de curse: probă contracronometru, cursă singulară, turneu, fază eliminatorie, tur viteză, zonă de provocare, duel.

## Informații generale
Jocul este similar cu alte jocuri de același gen, jucătorul are șansa de a câștiga numeroase cupe pentru diferite serii de viteză.

### Seriile de viteză
- Venom: cea mai înceată nava, excelentă pentru începători, viteza maximă de 462 km/h
- Flash: viteză medie, maximă de 538 km/h, folosită de jucători intermediari
- Rapier: viteză mare, maximă de 657 km/h, folosită de profesioniști
- Phantom: viteză extremă, maximă de 793 km/h, folosită de jucători legendari

### Circuite
Jocul conține 12 trasee care pot fi parcurse în 2 sensuri. La versiunea de bază se pot descărca alte 4 circuite.

### Echipe
Concurând într-o ligă, jucătorul are la dispoziție să aleagă din 8 echipe: FEISAR, AG Systems, Qirex, Piranha, Assegai, Goteki 45, Triakis, EG-X.